# Conesville (Ohio)
Conesville es una villa situada en el condado de Coshocton, Ohio, Estados Unidos. Tiene una población estimada, a mediados de 2023, de 326 habitantes.

## Geografía
La localidad está ubicada en las coordenadas 40°11′06″N 81°53′31″O / 40.18500, -81.89194 (40.185136, -81.892029). Según la Oficina del Censo, tiene una superficie de 0.36 km², correspondientes en su totalidad a tierra firme.

## Demografía
Según el censo de 2020, en ese momento había 328 personas residiendo en la localidad. La densidad de población era de 911.11 hab./km². El 95.4% de los habitantes eran blancos, el 0.3% era asiático, el 0.3% era isleño del Pacífico y el 4.0% eran de una mezcla de razas. Del total de la población, el 0.61% eran hispanos o latinos de cualquier raza.